# Telefonanschlusskabel

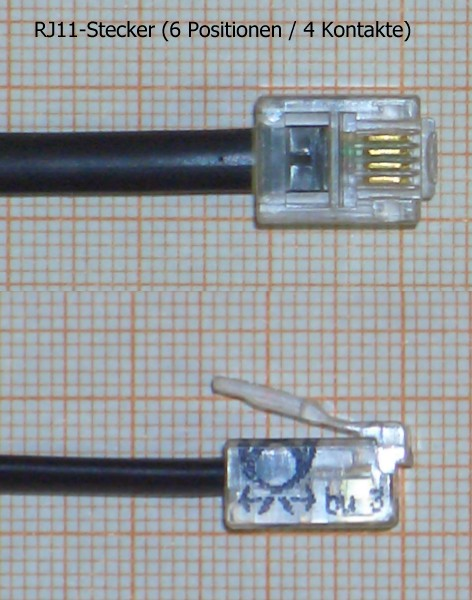
RJ11-Stecker mit 4 Kontakten für einen Telefonanschluss

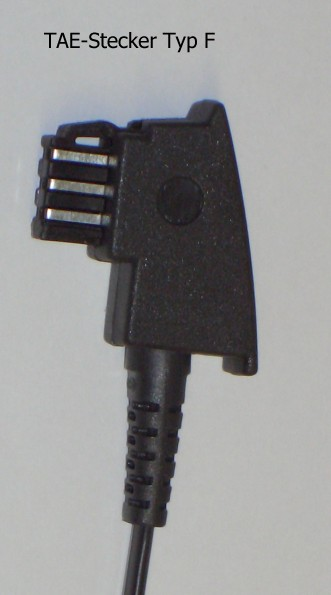
TAE-Stecker Typ F für Deutschland

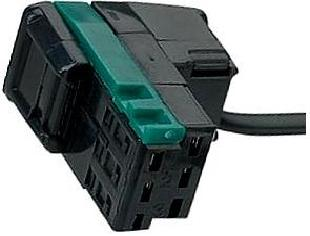
Telefonstecker in der Schweiz

Ein Telefonanschlusskabel verbindet ein Telefon mit der „Telefonsteckdose“ (TAE-Dose). Entsprechende Kabel gibt es auch für andere Telekommunikationsgeräte wie Anrufbeantworter, Modems oder Faxgeräte.
Prinzipiell werden für Telefone nur zwei Adern benötigt. Für den gleichzeitigen Betrieb mehrerer Geräte an einem Anschluss können aber mehrere Adern zweckmäßig oder gar nötig werden. So bietet die TAE-Dose deshalb sechs Kontakte.

## Stecker
Üblicherweise verbindet das Kabel in Deutschland einen TAE-Stecker und einen RJ-11-Stecker. Der RJ-Stecker wird an das Analogtelefon gesteckt, wenn das Kabel nicht fest mit dem Telefon (oder anderen Gerät) verbunden ist.
Für ISDN werden gewöhnlich auf beiden Seiten RJ-Steckverbindungen (RJ-45) verwendet, sehr selten auf der Dosenseite ein TAE-Stecker.
In der Schweiz verbindet das Kabel einen Reichle-Stecker (meist TT89-Belegung 1a und 1b) mit einem RJ11-Stecker. Der in Österreich verwendete TST-Stecker sieht dem TAE-System zum Verwechseln ähnlich, ist jedoch ein eigenständiger Standard mit bis zu 10 Steckerkontakten. Der TST-Stecker wird universell verwendet, sowohl bei Analog- (POTS) als auch bei ISDN- (der NTBA wird per Kabel an der TST-Steckdose angeschlossen) als auch bei entbündelten Leitungen.

## Belegung analoges Telefon
| Bedeutung                                                             | TAE-F-Stecker | RJ11-Stecker (deutsche Sondervariante, auf dem Rückzug) | RJ11-Stecker (ausländische Telefone, auch Euro CTR37 Belegung genannt) |
| --------------------------------------------------------------------- | ------------- | ------------------------------------------------------- | ---------------------------------------------------------------------- |
| a-Ader (a/b-Schnittstelle)                                            | 1             | 5                                                       | 3                                                                      |
| b-Ader                                                                | 2             | 2                                                       | 4                                                                      |
| a-Ader für Zweitwecker (Tonrufzweitgerät), heute nicht mehr benutzt   | 3             | 4                                                       | 5                                                                      |
| Erde für Amtsholung der Nebenstelle und DEV, heute nicht mehr benutzt | 4             | 3                                                       | 2                                                                      |

## Belegung ISDN
| Pin/ Schraubklemme der UAE Anschlussdose | Telefonsteckerbelegung (TAE-F Steckerbelegung) | Westernsteckerbelegung (KJ11 Steckerbelegung) |
| ---------------------------------------- | ---------------------------------------------- | --------------------------------------------- |
| 1                                        | 1a/ Rot                                        |                                               |
| 2                                        | 1b/ Schwarz                                    |                                               |
| 3                                        | 2a/ Weiß                                       | 2a/ Weiß                                      |
| 4                                        | 2b/ Gelb                                       | 1a/ Rot                                       |
| 5                                        |                                                | 1b/ Schwarz                                   |
| 6                                        |                                                | 2b/ Gelb                                      |

Das Kürzel "UAE" steht für Universal-Anschluss-Einheit.